# Saint-Christophe-du-Foc
Pour les articles homonymes, voir Saint-Christophe.
Saint-Christophe-du-Foc est une commune française, située dans le département de la Manche en région Normandie, peuplée de 412 habitants.

## Géographie

### Localisation
La commune est située près de Cherbourg-en-Cotentin.
Les communes limitrophes sont Virandeville, Bricquebosq, Couville, Sotteville et Teurthéville-Hague.

### Géologie et relief
Couvrant 358 hectares, le territoire de Saint-Christophe-du-Foc était le moins étendu du canton des Pieux avant l'extension de celui-ci en 2015. 

### Hydrographie
La commune est située dans le bassin Seine-Normandie. Elle est drainée par la Divette et un autre petit cours d'eau,.
La Divette, d'une longueur de 28 km, prend sa source dans la commune de Bricquebosq et se jette dans la Manche à Cherbourg-en-Cotentin, après avoir traversé huit communes.

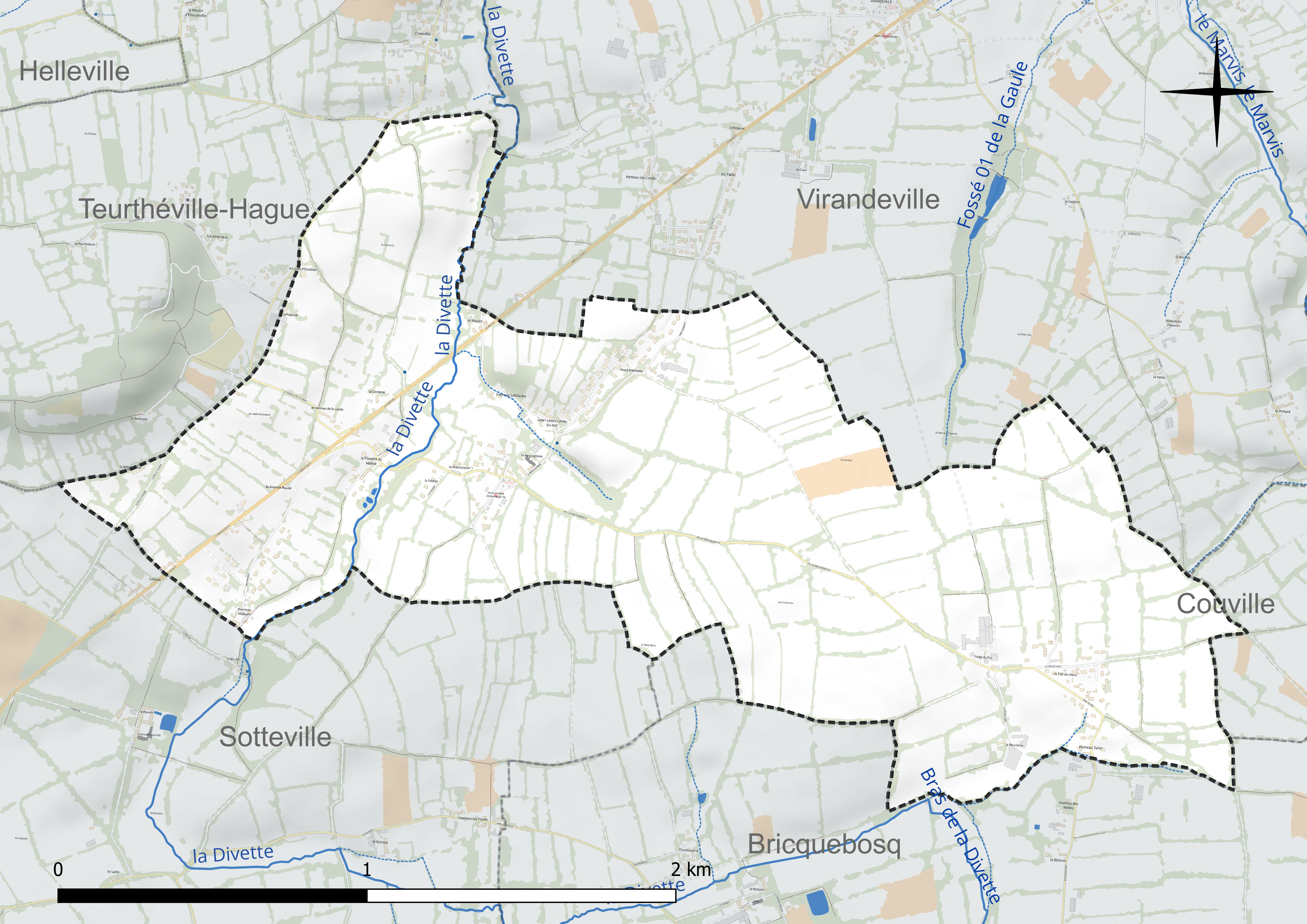
Réseau hydrographique de Saint-Christophe-du-Foc.

### Climat
Pour des articles plus généraux, voir Climat de la Normandie et Climat de la Manche.
En 2010, le climat de la commune est de type climat océanique franc, selon une étude du CNRS s'appuyant sur une série de données couvrant la période 1971-2000. En 2020, Météo-France publie une typologie des climats de la France métropolitaine dans laquelle la commune est exposée à un climat océanique et est dans la région climatique  Normandie (Cotentin, Orne), caractérisée par une pluviométrie relativement élevée (850 mm/a) et un été frais (15,5 °C) et venté. Parallèlement le GIEC normand, un groupe régional d’experts sur le climat, différencie quant à lui, dans une étude de 2020, trois grands types de climats pour la région Normandie, nuancés à une échelle plus fine par les facteurs géographiques locaux. La commune est, selon ce zonage, exposée à un « climat maritime », correspondant au Cotentin et à l'ouest du département de la Manche, frais, humide et pluvieux, où les contrastes pluviométrique et thermique sont parfois très prononcés en quelques kilomètres quand le relief est marqué.
Pour la période 1971-2000, la température annuelle moyenne est de 10,9 °C, avec une amplitude thermique annuelle de 11,2 °C. Le cumul annuel moyen de précipitations est de 933 mm, avec 14,6 jours de précipitations en janvier et 8,1 jours en juillet. Pour la période 1991-2020, la température moyenne annuelle observée sur la station météorologique la plus proche, située sur la commune de Cherbourg-en-Cotentin à 12 km à vol d'oiseau, est de 12,1 °C et le cumul annuel moyen de précipitations est de 963,9 mm,. Pour l'avenir, les paramètres climatiques de la commune estimés pour 2050 selon différents scénarios d’émission de gaz à effet de serre sont consultables sur un site dédié publié par Météo-France en novembre 2022.

## Urbanisme

### Typologie
Au 1er janvier 2024, Saint-Christophe-du-Foc est catégorisée commune rurale à habitat dispersé, selon la nouvelle grille communale de densité à sept niveaux définie par l'Insee en 2022.
Elle est située hors unité urbaine.
Par ailleurs la commune fait partie de l'aire d'attraction de Cherbourg-en-Cotentin, dont elle est une commune de la couronne,. Cette aire, qui regroupe 77 communes, est catégorisée dans les aires de 50 000 à moins de 200 000 habitants,.

### Occupation des sols
L'occupation des sols de la commune, telle qu'elle ressort de la base de données européenne d’occupation biophysique des sols Corine Land Cover (CLC), est marquée par l'importance des territoires agricoles (100 % en 2018), une proportion identique à celle de 1990 (100 %).
La répartition détaillée en 2018 est la suivante : terres arables (54,1 %), prairies (39,3 %), zones agricoles hétérogènes (6,6 %).

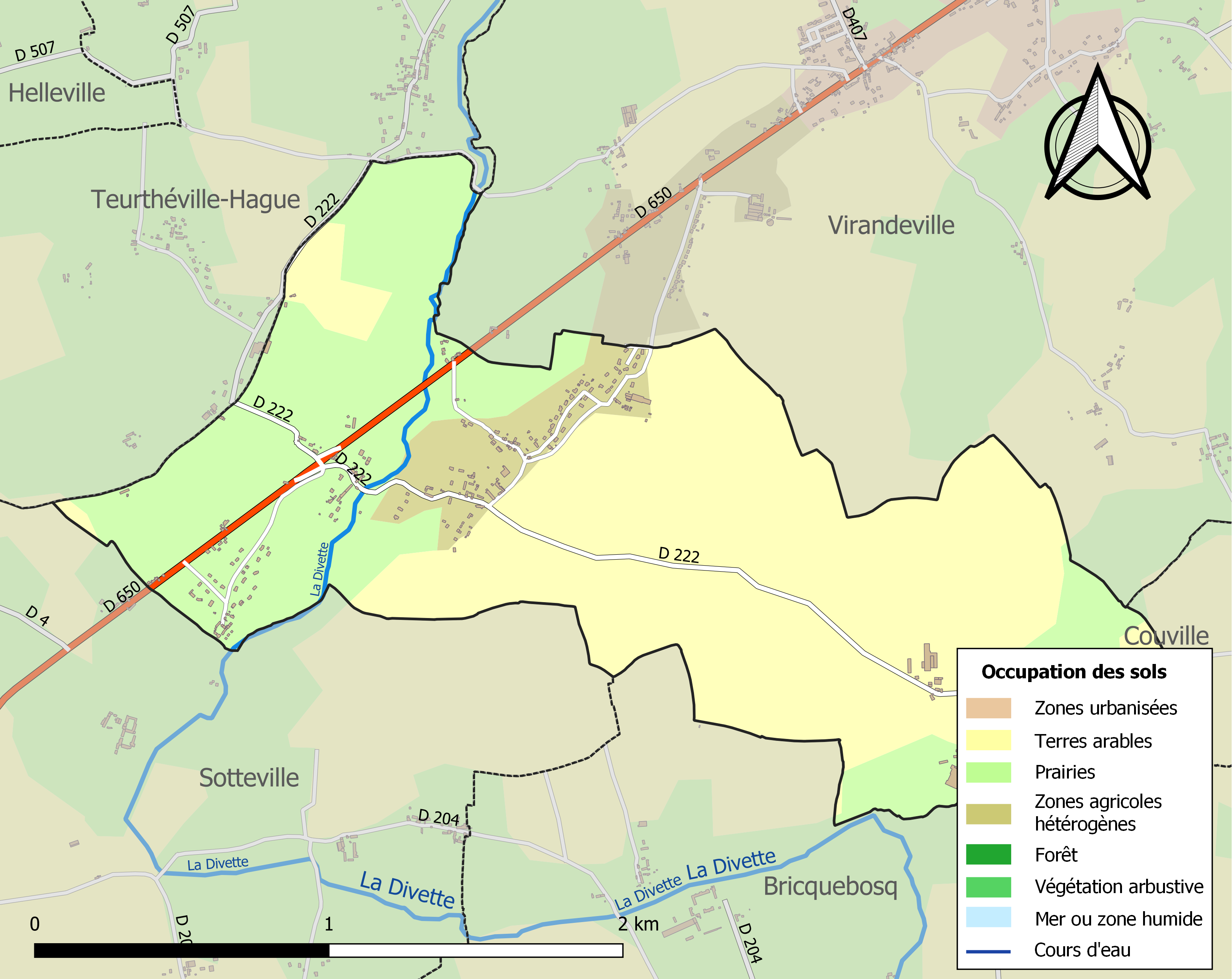
Carte des infrastructures et de l'occupation des sols de la commune en 2018 (CLC).

L'évolution de l’occupation des sols de la commune et de ses infrastructures peut être observée sur les différentes représentations cartographiques du territoire : la carte de Cassini (XVIIIe siècle), la carte d'état-major (1820-1866) et les cartes ou photos aériennes de l'IGN pour la période actuelle (1950 à aujourd'hui).

## Toponymie
Le nom de la localité est attesté sous les formes latinisées Fagum..Sanctus Christophorus vers l'an 1000, Fagum 1066/1083, Fagum 1080/1082, Sancti Christofori vers 1150 et 1280, ainsi que sous la forme romane Saint-Christofle du Faou en 1468. Gilles de Gouberville la désigne dans les années 1550 comme Sct Cristophle du Fou ou Sct Christophle à la Hague.
L'église est dédiée à Christophe de Lycie.
Il s'agit à l'origine de deux toponymes distincts et un hameau du Foc du haut existe toujours sur cette commune. Il se trouve à l'écart du lieu sur lequel fut érigée l'église Saint-Christofle, forme dialectale de Christophe que l'on retrouve dans l'ancien nom de Saint-Christophe-d'Aubigny (Manche, ancienne commune, Saint-Christofle d'Aubigny 1503) et dans le nom de famille Christofle.
L'élément -foc représente l'ancien français faou, normand fô ou fou « hêtre ». Fô n’étant plus compris comme lemme du hêtre, il s’est vu remotivé en foc, qui désigne une voile dans cette région maritime.
Un Petrus Helge de Fayo est mentionné par ailleurs dans un texte rédigé en latin en 1227 et renverrait à ce toponyme, bien que de Fayo signifie plutôt du Fay, c'est-à-dire « de la Hêtraie », microtoponyme fréquemment attesté. Helge (< ancien norrois Helgi « le saint ») est l'indice d'une origine scandinave de ce personnage et est peut-être ici un patronyme précoce.

## Histoire

### Moyen Âge
Au XIIe siècle, la paroisse relevait de l'honneur de Saint-Sauveur-le-Vicomte.

### Temps modernes
En 1567, Robert du Moncel, sieur de Saint-Christophe, est taxé pour ce fief de 5 solz, dans le rôle des nobles et roturiers, au titre du ban et de l'arrière ban de la vicomté de Coutances, réalisé par Gilles Dancel, seigneur d'Audouville, lieutenant général du bailli de Cotentin, tenu à Coutances les 20-22 octobre. Le fief de Saint-Christophe, huitième de fief de haubert, tenu du roi, avait des extensions à Tréauville et Couville.
Au XVIIe siècle, Saint-Christophe eut pour seigneur Guillaume Le Fillastre qui s'était remarié en 1645 avec Gabrielle de Ravalet de Tourlaville, qui en 1649 tenta de tuer l'unique fils de son époux, Philippe Le Fillastre. Confondue, elle se défenestra plutôt que d'être arrêtée.

## Politique et administration
| Période                                  | Période  | Identité         | Étiquette | Qualité                            |
| ---------------------------------------- | -------- | ---------------- | --------- | ---------------------------------- |
| 1876                                     | 1881     | Théodore Mocquet |           |                                    |
|                                          |          |                  |           |                                    |
| 1971                                     | 1993     | Jean Thomine     |           |                                    |
| juin 1993                                | 2001     | André Cottebrune |           | Retraité de l'arsenal de Cherbourg |
| 2001                                     | 2008     | Blandine Legros  |           | Sans emploi                        |
| 2008                                     | En cours | Myriam Hamon     |           | Technicienne informatique          |
| Les données manquantes sont à compléter. |          |                  |           |                                    |

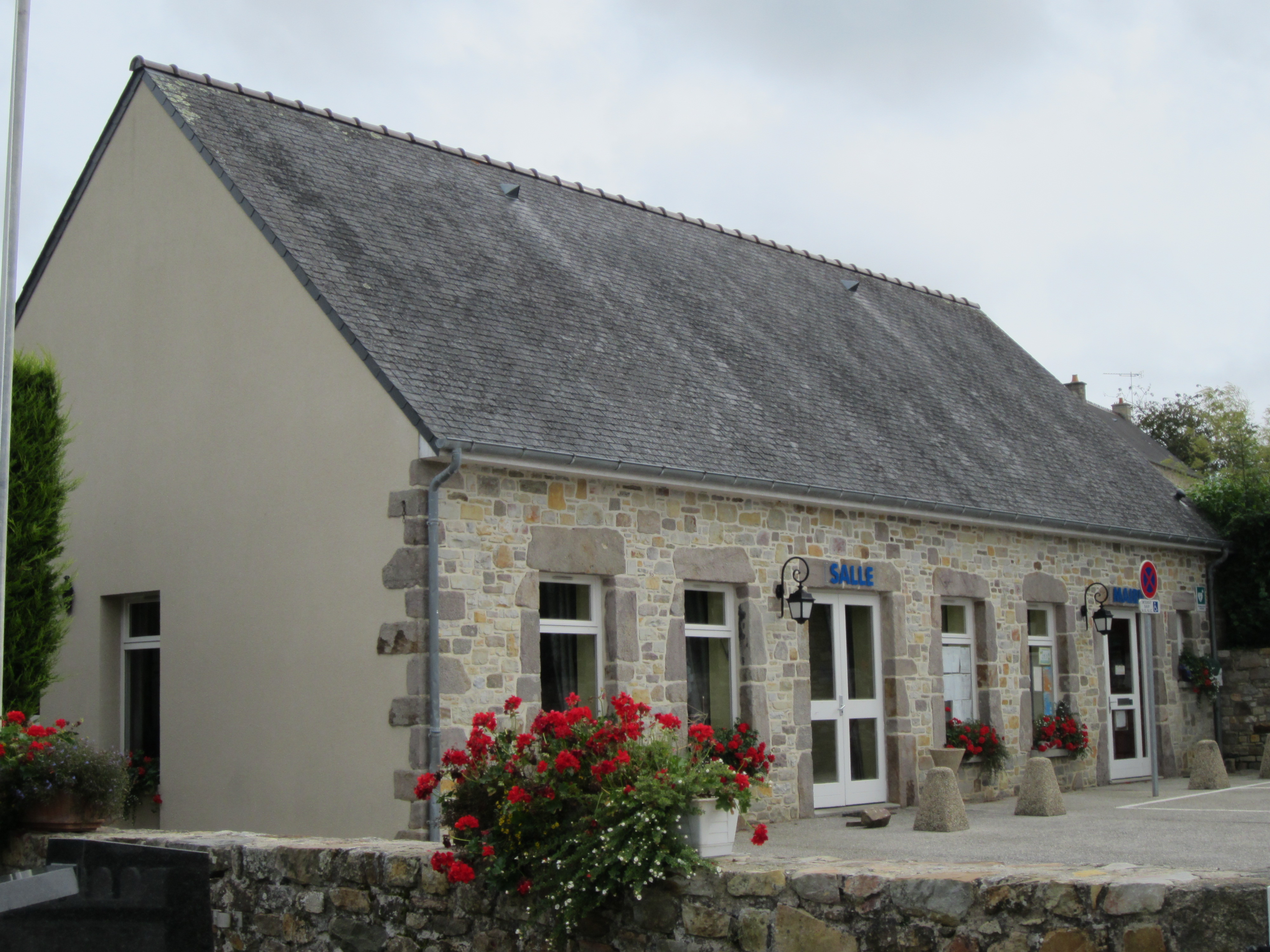
La mairie.

Le conseil municipal est composé de onze membres dont le maire et trois adjoints.

## Population et société
Les habitants de la commune sont appelés les Saint-Christophais.

### Démographie
L'évolution du nombre d'habitants est connue à travers les recensements de la population effectués dans la commune depuis 1793. Pour les communes de moins de 10 000 habitants, une enquête de recensement portant sur toute la population est réalisée tous les cinq ans, les populations de référence des années intermédiaires étant quant à elles estimées par interpolation ou extrapolation. Pour la commune, le premier recensement exhaustif entrant dans le cadre du nouveau dispositif a été réalisé en 2008.
En 2022, la commune comptait 412 habitants, en évolution de −4,41 % par rapport à 2016 (Manche : −0,31 %, France hors Mayotte : +2,11 %).
| 1793 | 1800 | 1806 | 1821 | 1831 | 1836 | 1841 | 1846 | 1851 |
| ---- | ---- | ---- | ---- | ---- | ---- | ---- | ---- | ---- |
| 246  | 239  | 234  | 276  | 293  | 273  | 277  | 238  | 217  |

| 1856 | 1861 | 1866 | 1872 | 1876 | 1881 | 1886 | 1891 | 1896 |
| ---- | ---- | ---- | ---- | ---- | ---- | ---- | ---- | ---- |
| 230  | 227  | 229  | 216  | 229  | 209  | 202  | 189  | 191  |

| 1901 | 1906 | 1911 | 1921 | 1926 | 1931 | 1936 | 1946 | 1954 |
| ---- | ---- | ---- | ---- | ---- | ---- | ---- | ---- | ---- |
| 188  | 209  | 201  | 170  | 185  | 205  | 189  | 181  | 172  |

| 1962 | 1968 | 1975 | 1982 | 1990 | 1999 | 2006 | 2008 | 2013 |
| ---- | ---- | ---- | ---- | ---- | ---- | ---- | ---- | ---- |
| 193  | 178  | 171  | 169  | 273  | 276  | 322  | 335  | 422  |

| 2018 | 2022 | - | - | - | - | - | - | - |
| ---- | ---- | - | - | - | - | - | - | - |
| 424  | 412  | - | - | - | - | - | - | - |

### Cultes
L'église est aujourd'hui rattachée à la nouvelle paroisse Notre-Dame du doyenné de Cherbourg-Hague.

## Culture locale et patrimoine

### Lieux et monuments

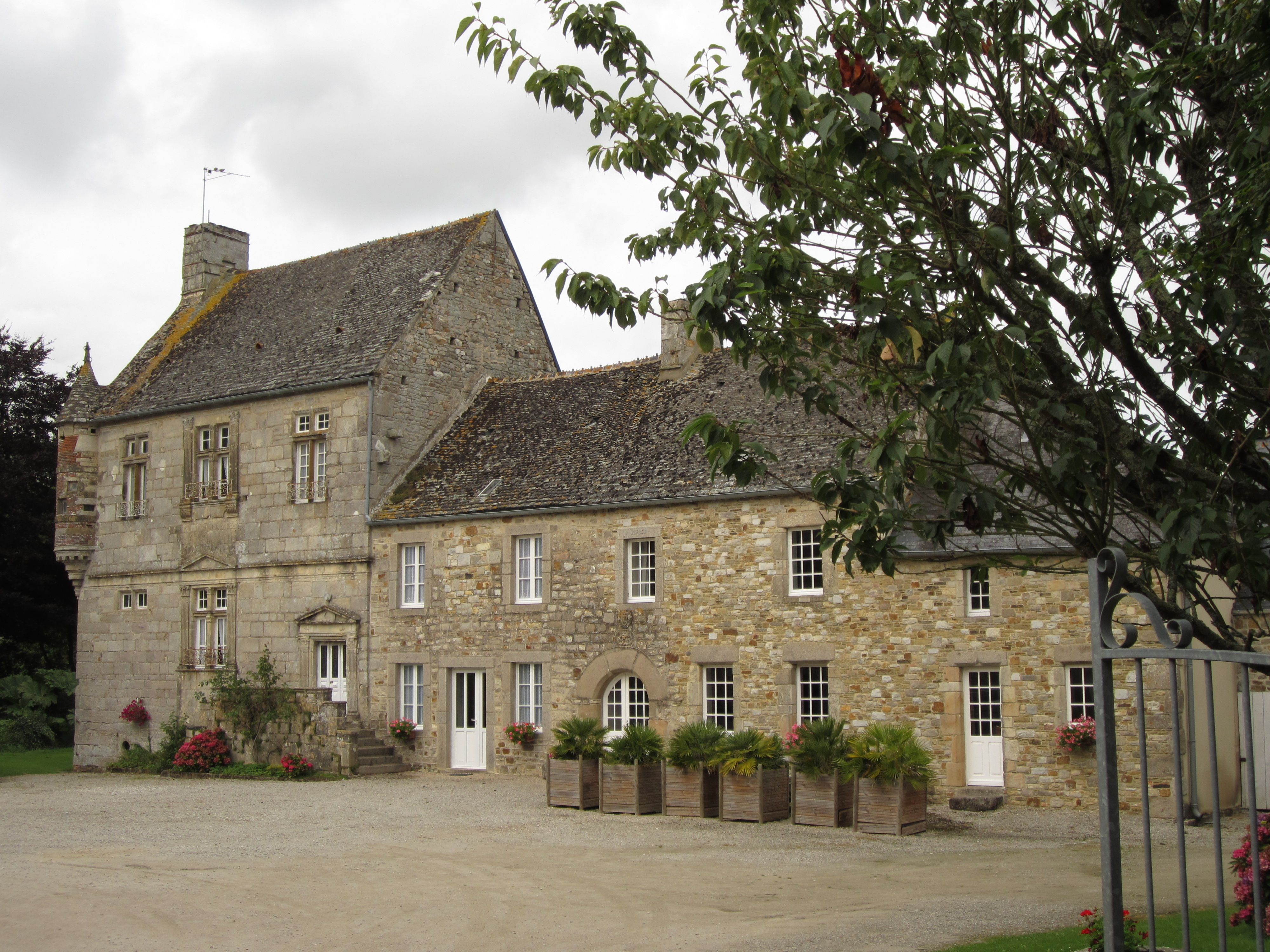
Le manoir de la Barguignerie.

- Église Saint-Christophe des XIIe, XVe et XVIIIe siècles, avec tour et clocher en pierre. Elle abrite une statue de saint Christophe en calcaire polychrome, érigée lors du dernier quart du XIVe, classée au titre objet aux monuments historiques depuis le 22 juillet 1977[27], ainsi qu'un maître-autel du XVIIIe, les fragments d'un bas-relief du XVe, des fonts baptismaux du XVIIIe, un vitrail (2007) de Fullon figurant saint Christophe, une Vierge à l'Enfant du XIVe remplacée en 1956 par une version contemporaine, un tableau la trinité du XVIIIe[20].
- Manoir de la Barguignerie du XVIe siècle, au lieu-dit de Foc de Bas, près de l'église, inscrit partiellement au titre des monuments historiques par arrêté du 3 octobre 1994[28].
- Manoir Renaissance de Saint-Christophe du XVIe siècle.
- Logis du XVIe siècle.
- Puits près de la mairie.
- Trois lavoirs.
- Croix de cimetière du XVe siècle.
- Croix de chemin dites croix du Faocq du XVIIe siècle et Michel Renaud du XVIIIe siècle.
- Oratoire Saint-Christophe du XXe siècle.

### Personnalités liées à la commune
- Jacques Casimir Jouan (Saint-Christophe-du-Foc, 1767 - Tréauville, 1847), maréchal de camp.

### Héraldique
| Blason de Saint-Christophe-du-Foc | Blason  | D'azur à un hêtre de sinople* sur une terrasse isolée du même, le fût accosté de deux pèlerins affrontés de sable*, accompagné au canton senestre du chef d'un croissant tourné d'or. |
| Blason de Saint-Christophe-du-Foc | Détails | * Il y a là non-respect de la règle de contrariété des couleurs : ces armes sont fautives (sable et sinople sur azur). Le statut officiel du blason reste à déterminer.               |